# Pellolessertia
Pellolessertia is een geslacht van spinnen uit de familie springspinnen (Salticidae).

## Soorten
De volgende soorten zijn bij het geslacht ingedeeld:
- Pellolessertia castanea (Lessert, 1927)